# Спигелия мариландская
Спигелия мариландская (лат. Spigelia marilandica) — вид травянистых многолетних растений рода Спигелия семейства  Логаниевые (Loganiaceae), произрастающих на юге Северной Америки. Растение встречается в густых влажных лесах, порой селится в оврагах в частичной или полной тени.
В культуре декоративное растение. 
Корень волокнистый, жёлтого цвета. Стебель прямостоящий почти гладкий с четырьмя рёбрами. Высота растения около 20 см. Листья супротивные, сидячие, овально-ланцетной формы, до 10 см длиной, на конце остро-заострённые, с гладким краем. Цветки до 5 см длиной снаружи алые, внутри жёлтые, собраны в колосовидные соцветия.  Цветение идёт в июне. 
|                  |  |
| Соцветие, цветки |  |